# سسک درختی کوچک

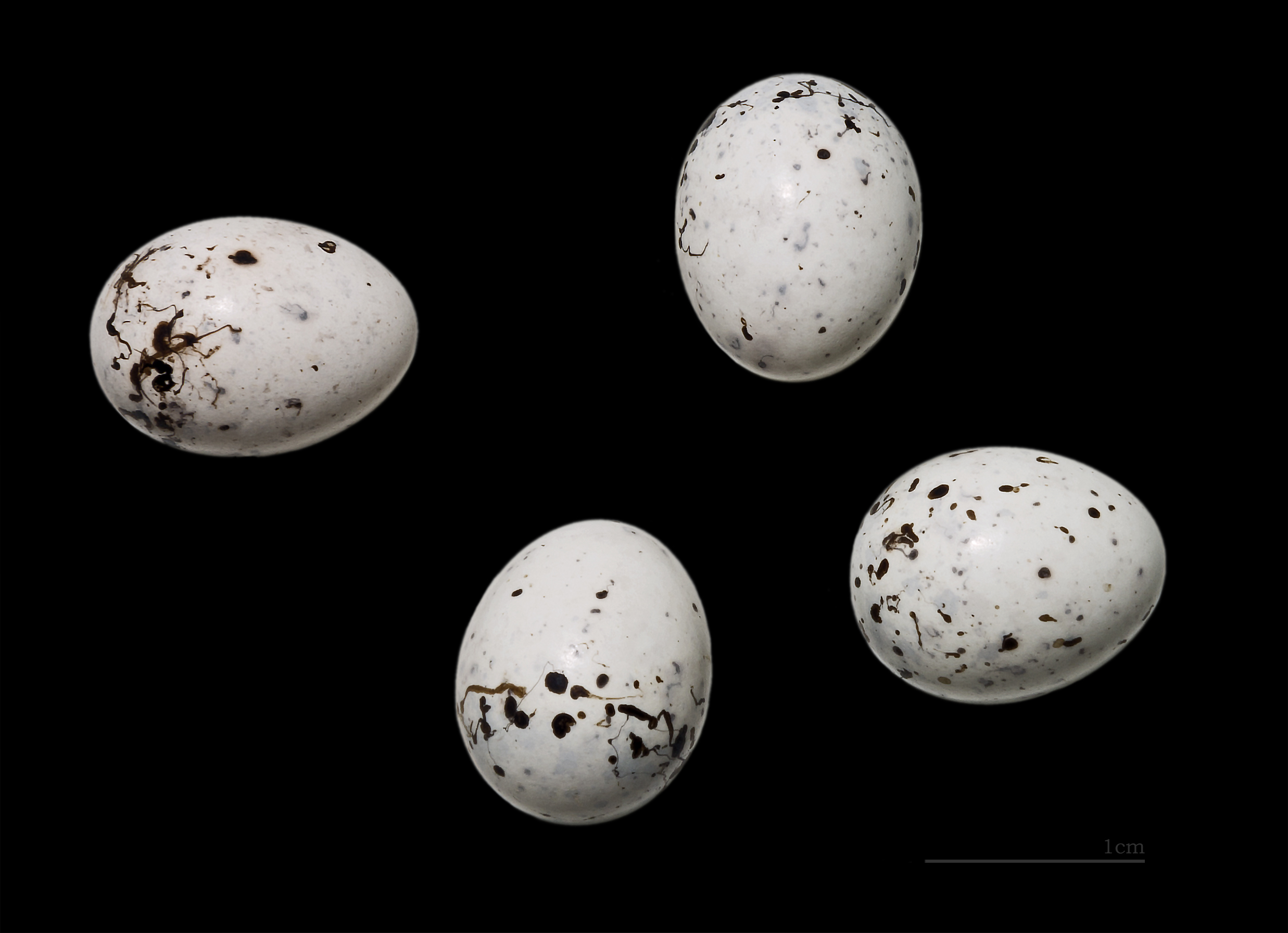
Iduna caligata

سسک درختی کوچک (نام علمی: Iduna caligata) نام یک گونه از تیره سسکان نیزار است.